# Benoît Rayski
Pour les articles homonymes, voir Rayski.
Benoît Rayski, né le 19 février 1938 à Paris et mort le 20 mars 2024 à Émanville,, est un journaliste et essayiste français.

## Biographie
Benoît Rayski est le fils d'Adam Rayski, responsable de la section juive au sein des Francs-tireurs et partisans - Main-d'œuvre immigrée, mouvement du PCF clandestin constitutif de la Résistance intérieure française pendant la Seconde Guerre mondiale.
Il signe une dizaine d'essais sur le traitement historique du communisme et la mémoire de la Résistance, notamment L'Enfant juif et l’enfant ukrainien : réflexions sur une imposture (Éditions de l’Aube, 2001) et Le cadavre était trop grand. L'Affiche rouge (Denoël, 2009) qui fait revivre le Paris de ces vingt-trois adolescents condamnés à mort pour leur engagement dans la Résistance.
Il a travaillé pour France-Soir, L'Événement du jeudi, Le Matin de Paris, Globe Hebdo. 
Benoît Rayski a depuis « viré à droite », et écrit régulièrement pour les sites d'extrême droite Boulevard Voltaire et Riposte laïque, pour le site d'actualité en ligne Atlantico, ainsi que dans le magazine Causeur.

## Polémiques et critiques
En octobre 2015, alors qu'il critique déjà régulièrement l'islam, il publie sur le site Atlantico un article sur la réédition de Mein Kampf, où il indique que ce livre était « depuis des années un best-seller dans le monde arabe-musulman ».
En novembre 2015, Acrimed, consacre un article aux « éditorialistes-faucons », et note que par le passé, Benoît Rayski s'est déclaré « islamophobe de gauche » et « islamophobe de droite ».
En 2016, il publie dans Atlantico un article dans lequel il dénonce ironiquement l'organisation d'un « camp d'été décolonial » interdit aux « Blancs » porté par Sihame Assbague et Fania Noël : « Moi y'en a pas aller au camp d'été "décolonial" organisé par Sihame Assbague, porte-parole du collectif "Contre le contrôle au faciès". Moi y'en a pas y aller car elle contrôler mon faciès et pas vouloir de moi. Moi être Blanc et elle refuser moi car moi pas être victime du "racisme d'État". Moi pas être Noir ou Arabe et moi donc être exclu du séminaire. En plus moi être Juif et moi manger tous les matins un enfant palestinien au petit-déjeuner. [...] ».
En 2017, il commente sur Atlantico les essais et romans érotiques de Marlène Schiappa qu'il traite de « reine des salopes » dans le sous-titre de son article, provoquant des réactions d'internautes,. Deux jours après ces propos jugés sexistes et insultants, Atlantico publie une lettre d'excuses de Benoît Rayski à Marlène Schiappa, et une autre de Jean-Sébastien Ferjou, directeur de la publication d'Atlantico, évoquant un surtitre « injustifiable et déplacé ». 
À la suite d'une tribune publiée par Benoît Rayski sur Atlantico, en 2015, jugée incroyablement raciste par l'historien expert de l'extrême droite Nicolas Lebourg, ce dernier refuse de s'exprimer sur le site.
Les Inrockuptibles relèvent qu'« aucune information ne vient corroborer la qualité d’“historien” » qui lui est attribuée sur Atlantico.

## Publications

### Ouvrages
- Les effacés de la terre : quelques jours dans la vie de Julie, chômeuse, Cerf, 2019[16]
- Les bâtards de Sartre,  Éditions Pierre-Guillaume De Roux, 2018  (ISBN 2363712595)[17]
- Fils d'Adam, Nostalgies communistes, Éditions Exils, 2017  (ISBN 978-2-912969-79-8)
- Comment je suis devenu un sale Français : bref itinéraire d'un Juif polonais né en France, Monaco, Éditions du Rocher, 2015, 161 p. (ISBN 978-2-268-07989-9)[18]
- Stèle pour le sous-lieutenant Grunberg : Lycéen et résistant guillotiné par Pétain, Monaco, Éditions du Rocher, 2014, 128 p. (ISBN 978-2268076317)
- Le Gauchisme, maladie sénile du communisme, Atlantico, 2013, 37 p. (ISBN 978-2-212-86897-5, présentation en ligne)
- L'antisémitisme peut-il être de gauche, Mordicus, 2013.
- J'ai pour la France une étrange passion : Itinéraire amoureux, Editions David Reinharc, 2012.
- L’homme que vous aimez haïr, Paris, Grasset & Fasquelle, 2010, 130 p. (ISBN 978-2-246-77991-9)
- L’Affiche rouge – 21 février 1944, Denoël, 2009 (ISBN 978-2-207-26116-3 et 2-207-26116-6)
- Le cadavre était trop grand : Guy Môquet piétiné par le conformisme de gauche, Paris, Éditions Denoël, 2008, 119 p. (ISBN 978-2-207-26050-0)[19],[20]
- Là où vont les cigognes : récit, Paris, Éditions Ramsay, 2007, 228 p. (ISBN 978-2-84114-900-1)[21]
- Jours tranquilles à Créteil : Voyage au bout d'une haine ordinaire, Ramsay, 2004.
- Ces étoiles qui brûlent en moi, Paris, Éditions du Félin, 2003, 107 p. (ISBN 2-86645-517-7)
- Un livre rouge, Paris, Seuil, 2002, 108 p. (ISBN 2-02-050034-5)
- L'Enfant juif et l’enfant ukrainien, La Tour-d'Aigues, Éditions de l'Aube, 2001, 81 p. (ISBN 2-87678-655-9)[22]

### Préfaces
- La sanglante vie du baron Ungern Von Sternberg racontée par lui-même, Tatamis, 2014.
- Bruno Jasienski, Je brûle Paris, Éditions du Félin, 2003.